# 온 더 플라이
온 더 플라이(On the fly)는 변경 사항이 영향을 미치는 프로세스가 진행 중인 동안 변경되는 것을 설명하는 데 사용되는 구문이다. 이는 자동차, 컴퓨터 및 요리 산업에서 사용된다. 자동차에서 온 더 플라이는 자동차가 여전히 주행 중일 때 자동차의 구성을 변경하는 것을 설명하는 데 사용될 수 있다. 자동차가 여전히 주행 중일 때 발생할 수 있는 프로세스에는 일부 자동차에서 2륜 구동과 4륜 구동 간 전환, 일부 컨버터블 자동차에서 지붕 열고 닫기가 포함된다. 컴퓨팅에서 온 더 플라이 CD 라이터는 한 CD에서 데이터를 읽어 컴퓨터 메모리에 저장하지 않고 다른 CD에 쓸 수 있다. 멀티태스킹 운영 체제에서 프로그램을 온 더 플라이로 전환한다는 것은 네이티브 및 에뮬레이트된 프로그램이나 애플리케이션을 일시 중지, 정지 또는 지연시키거나 기타 원치 않는 이벤트 없이 작업을 수행하면서 여전히 실행 중이고 병렬로 실행되는 프로그램이나 애플리케이션 간에 전환할 수 있는 기능을 의미한다. 컴퓨터 부품을 온 더 플라이로 전환한다는 것은 컴퓨터가 여전히 실행 중인 동안 컴퓨터 부품을 교체하는 것을 의미한다. 또한 프로그래밍에서 프로그램이 여전히 실행 중인 동안 프로그램을 변경하는 것을 설명하는 데 사용될 수도 있다. 레스토랑 및 기타 음식 준비와 관련된 장소에서 이 용어는 주문을 즉시 처리해야 함을 나타내는 데 사용된다.

## 구어적 용법
구어적으로 "온 더 플라이"는 필요할 때 만들어지는 것을 의미한다. 이 구문은 다음을 의미하는 데 사용된다.
1. 미리 계획되지 않은 것
2. 동일한 활동을 실행하는 동안 이루어지는 변경: 즉석에서, 즉흥적으로.

## 자동차 용법
자동차 산업에서 이 용어는 차량이 엔진에 의해 구동되고 움직이는 동안 특정 작업을 수행하는 상황을 나타낸다. 4륜구동 차량과 관련하여 이 용어는 차량이 기어를 넣고 움직이는 동안 2륜 구동에서 4륜 구동으로 전환할 수 있는 기능을 설명한다. 일부 컨버터블 모델에서는 지붕을 온 더 플라이로 전기로 접을 수 있지만, 다른 경우에는 자동차를 멈춰야 한다.
수확기에서는 최신 모니터링 시스템을 통해 운전자는 곡물의 품질을 추적하면서 수확이 진행됨에 따라 회전자 속도를 온 더 플라이로 조정할 수 있다.

## 컴퓨터 용법
멀티태스킹 컴퓨팅에서 운영 체제는 여러 프로그램을 처리할 수 있다. 네이티브 애플리케이션이든 에뮬레이트된 소프트웨어든 모두 같은 장치에서 동시에 독립적으로, 병렬로 실행되며, 분리되거나 공유된 리소스 및 데이터를 사용하여 작업을 개별적으로 또는 함께 수행한다. 사용자는 시간 낭비나 성능 저하 없이 이러한 프로그램이나 그룹 간에 온 더 플라이로 전환하여 얻은 효과를 사용하거나 목적을 감독할 수 있다. GUI를 사용하는 운영 체제에서는 특정 소프트웨어의 활성 창(또는 유사한 역할을 하는 객체)에서 다른 소프트웨어의 다른 창으로 전환하여 이 작업을 수행하는 경우가 매우 많다.
컴퓨터는 온 더 플라이로 결과를 계산하거나 이전에 저장된 결과를 검색할 수 있다.
이는 이동식 미디어(CD-ROM, DVD 등)를 중간 매체(하드 디스크)에 먼저 저장하지 않고 직접 복사하는 것을 의미할 수 있다. 예를 들어, CD-ROM 드라이브에서 CD-라이터 드라이브로 CD-ROM을 복사하는 것이다. 복사 프로세스는 각 데이터 블록을 검색하고 즉시 대상으로 기록하여 작업 메모리에 다음 데이터 블록을 검색할 공간을 확보해야 한다.
암호화된 데이터 저장에 사용될 때, 데이터 스트림은 기록될 때 자동으로 암호화되고 다시 읽을 때 다시 해독되어 소프트웨어에 투명하게 적용된다. 약어 OTFE가 일반적으로 사용된다.
온 더 플라이 프로그래밍은 프로그램을 중지하지 않고 수정하는 기술이다.
유사한 개념인 핫 스와핑은 컴퓨터 하드웨어의 온 더 플라이 교체를 의미한다.

## 온 더 플라이 컴퓨팅
온 더 플라이 컴퓨팅(OTF 컴퓨팅)은 사용자의 필요에 맞게 소프트웨어를 자동화하고 맞춤화하는 것이다. 요구 사항 사양에 따라 이 소프트웨어는 기본 구성 요소, 즉 기본 서비스로 구성되며, 이러한 기본 구성 요소의 사용자 지정 설정이 이루어진다. 따라서 요청된 서비스는 사용자의 요청에 따라서만 컴파일된 다음, 특별히 설계된 데이터 센터에서 실행되어 사용자가 (온 더 플라이로) 생성된 서비스의 기능에 액세스할 수 있도록 한다.

## 레스토랑 용법
레스토랑, 카페, 연회장 등 음식 준비와 관련된 장소에서 이 용어는 주문을 즉시 처리해야 함을 나타내는 데 사용된다. 이는 이전에 제공된 요리가 먹을 수 없거나, 웨이터가 실수를 했거나 지연되었거나, 손님이 즉시 떠나야 하는 경우에 자주 발생한다.

## 스포츠 용법
아이스하키에서 퍽이 경기 중에 있을 때 팀이 라인 변경(선수 교체)을 하는 것은 합법적이고 흔한 일이다. 이러한 라인 변경은 "온 더 플라이"로 이루어진다고 한다.